# Rhynchina rivuligera
Rhynchina rivuligera là một loài bướm đêm trong họ Erebidae.